# 聖馬丁薩卡特佩克斯

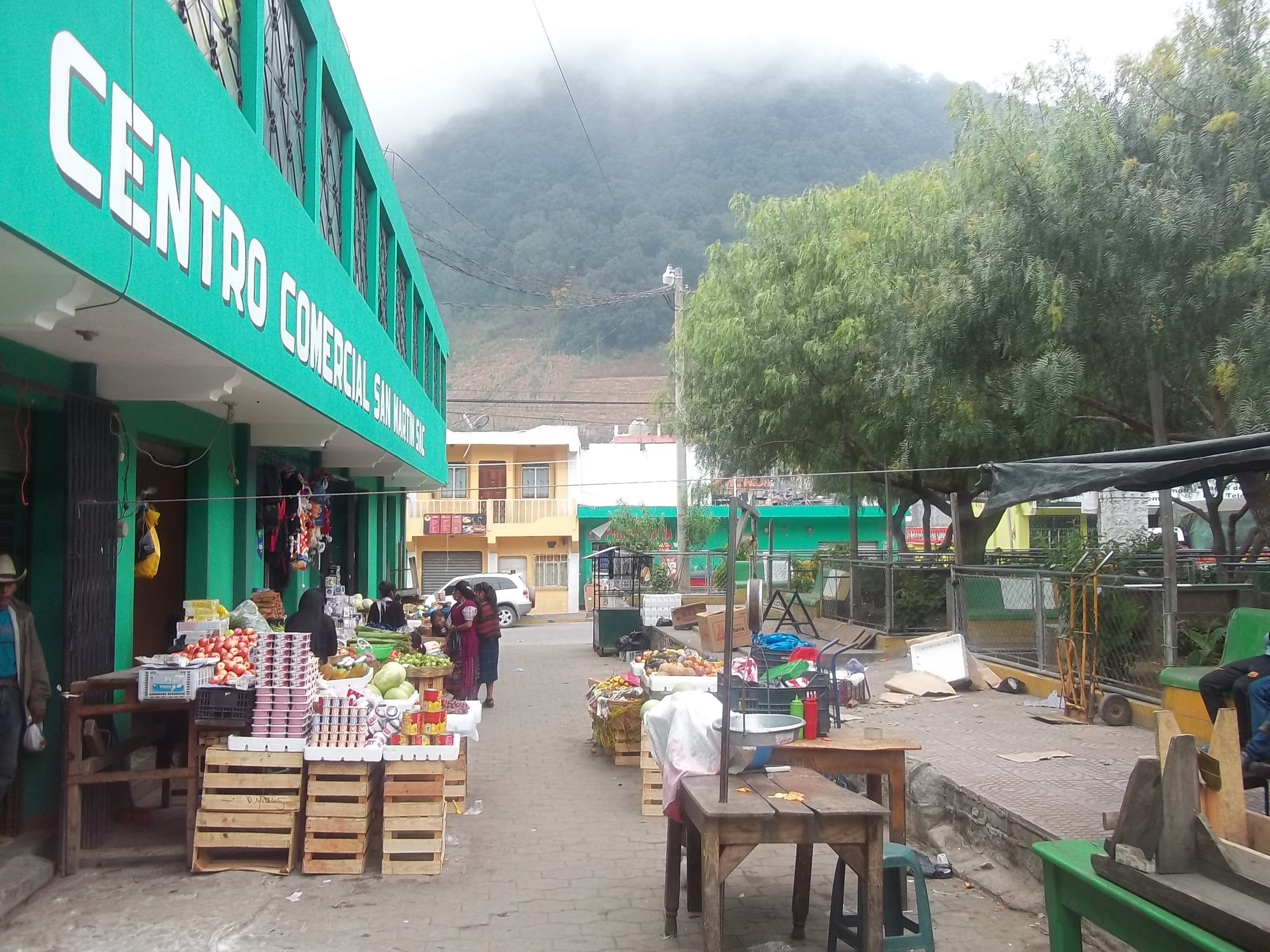

14°49′N 91°39′W / 14.817°N 91.650°W
聖馬丁薩卡特佩克斯（西班牙語：San Martín Sacatepéquez），是危地馬拉的城鎮，位於該國西部，由克薩爾特南戈省負責管轄，面積100平方公里，海拔高度2,469米，2002年人口20,712，人口密度每平方公里207.12人。